# VS騎士ラムネ&40炎
『VS騎士ラムネ&40炎』（バーサスナイト ラムネアンドフォーティーファイアー）は、葦プロダクション制作のロボットアニメ。1996年4月3日から9月25日まで、テレビ東京系で全26話が放送された。
なお本項では、続編として1997年に制作されたOVA作品『VS騎士ラムネ&40FRESH』についても取り扱うこととする。

## 概要
かつて葦プロはテレビアニメとして『NG騎士ラムネ&40』（1990年4月 - 1991年1月）を制作したが、その後もOVAやラジオドラマ、小説など、さまざまな形で展開してきた。本作はテレビ版としては6年ぶりの新作となり、シリーズ構成も引き続きあかほりさとるが務めている。
前作の主人公である馬場ラムネ（2代目ラムネス）と前作のヒロインでありアララ・ミルクの息子 馬場ラムネードが、「3代目ラムネス」となって冒険する作品。ラムネ役に引き続き、ラムネード役も草尾毅が演じた。また、前作の世界観やキャラクターの多くを引き継いでいる。この内、矢尾一樹演じるダ・サイダーとTARAKO演じるヘビメタコが本作でもメインキャラとして登場している。
前作同様に基本的に明るい作風であるが、最終章は重々しい展開に化していった。また本作のタイトルの「VS」はVSフィールドと『KO世紀ビースト三獣士』、『セイバーマリオネット』といったあかほりさとるが手掛けた作品のキャラを「ラムネ」の中で戦わせるという意味である。「40」はゾーンを行き来するおったまゲート（後述）の数である。
2009年にはDVDBOXが初回限定生産で発売、その後DVD単品での販売も開始された。

## あらすじ
ゲームが大好きな馬場ラムネードはある日、2人の少女からゲーム機用のCD-ROMを買わされる。それは妖神ゴブーリキを倒した2代目ラムネスの戦いを記録したものだった。ゲームをクリアすると先ほどの少女たちがテレビから出現し、ラムネードは別の世界に連れてこられてしまう。彼女たちの正体はキラキラ神霊界の巫女のパフェとカカオであり、復活した大邪神アブラームを倒せる勇者を探していたのだ。3代目ラムネスとなったラムネードは2代目ラムネスの戦友であるダ・サイダーと共に神霊騎士カイゼルファイヤーを駆り、アブラームを倒す旅に出た。そして、3代目ラムネスは初代ラムネスの真実を知るのだった。

## 登場人物

### 運命の勇者
初代ラムネス・初代サイダーの末裔であり、大邪神アブラームを倒す「運命」を定められた勇者達。二人一組で動く神霊騎士カイゼルファイヤーのパイロットを務める。
ラムネス（3代目勇者ラムネス） / 馬場ラムネード（）
声 - 草尾毅
年齢：15歳 / 生年月日：5月5日 / 星座：牡牛座 / 身長：152cm / 体重：48kg / 血液型：B型
本作の主人公。中学3年生。キメ台詞は「俺は今、モーレツに熱血してるッ!…テレるぜ」。先代である2代目ラムネスが勇者としての力を失ったため、新たな勇者として、大邪神アブラームを倒すため、パフェとカカオにより、マジマジワールドからドキドキスペースに召喚された、初代ラムネスの「魂の血統」を受け継ぐ勇者。カイゼルファイヤーのパイロットも務める。両腰の熱血ブースターを使っての飛行も可能。前作の2代目勇者と同じく物語中では「ラムネス」と呼ばれており、本名「ラムネード」と呼ばれることはほぼない。のちに2代目勇者ラムネス（馬場ラムネ）とアララ王国第三王女ミルクの息子であることが判明。マンション暮らし。
父親そっくりの性格だが女好きの部分もミルクと恋人関係になった後も浮気の多かったラムネとは違って本命に一途であり、ドラムの登場後はドラム一筋になっていた。またPQ曰く「大食い」。10歳だったラムネよりも年上の15歳であることから、思春期真っ盛りでもあるため、嫌な過去を呼び覚まされた際には自己嫌悪に陥るなど年齢相応に不安定な部分も見せる。
ラムネス伝説の真実を知った後、ラムネスの剣を使わずにアブラームを倒そうとするも最終的にはミトとドラムの自己犠牲やダ・サイダーたちの後押しを受け、ラムネスの剣を使い、アブラームを撃破。直後にマジマジワールドに帰還し、友人である夢たちがドラムたちの転生態であったことを知り、復活した両親にも出迎えられた。そして、ドキドキスペースの仲間たちも復活したことを知り、初代と2代目と共に「俺は今、モーレツに熱血してるッ!」と照れずに叫び、物語は幕を閉じた。
コミック版では、究極邪霊騎士トライアングラントとの戦いで記憶喪失になってカカオと共に無人島に流れ着く。その時の呼び名は「ムネラス様」。カカオの死により世界に対する怒りをおぼえて、破壊者である「漆黒の勇者」として覚醒、アブラームから「漆黒の力」を吸い取り、アブラームを超える「ブラックラムネス」となりかけたが、パフェにより心を救われて勇者の力を覚醒させ、ラムネス炎（ラムネスファイアー）になった。戦い終えて、地球に戻ったところでPQに呼ばれて、再びドキドキスペースへ移動。闇も光もなくなった世界に光を呼び起こし、戦いで死んだ者たちを生き返らせる。
- 当初はラムネスを3代目にするにあたり、声優も新しく決めようとオーディションを行ったが、草尾以上にラムネスの声ができる人物がいないため続投となった。草尾も「矢尾の相手は自分しかいない」と乗り気であったという。
- ことぶきつかさによれば、あかほりからできるだけ初代との差別化を図ってほしいという指示があったため、初代がゴーグルだったためバイザータイプにしたいという提案があったことや、ことぶきもつり目に近かった初代に対し、ラムネードはタレ目にするなど差別化を意図的に入れたという。

ダ・サイダー（2代目勇者サイダー）
声 - 矢尾一樹
年齢：20歳 / 生年月日：1月1日 / 星座：ベン座 / 身長：202cm / 体重：58kg / 血液型：B型
前作『NG騎士ラムネ&40』において2代目勇者ラムネスことラムネと共に戦ったもう一人の勇者で、守護騎士「クイーンサイダロン」の搭乗者でもあった。非常に寒い洒落を言うことで、相手の思考回路を凍りつかせる。
ラムネードの前に勇者として駆けつけるが、邪霊騎士の情け容赦ない先制攻撃で失敗したと同時にクィーンサイダロンを失ってしまう。カイゼルファイヤーに搭乗することとなった。ラムネードとは些細なことでよくケンカをし、"どちらが真の勇者か"という意地の張り合いによる衝突は特に多かった。
2代目勇者サイダーであり、初代ラムネスと共にゴブーリキやアブラームと戦った初代勇者サイダーの子孫である。またその勇者サイダーの生まれ変わりでもあり、アブラームを封印すべく突っ込んでいく初代ラムネスを見送った魂の記憶を、同様にアブラームに突っ込んでいく3代目ラムネスに重ねていた。
最終回において、ラムネードをカイゼルファイヤーから降ろした後、カイゼルファイヤーと共に爆発、死亡したと思われたが助かっており、レスカの元に帰っている。
メンバー最年長の20歳である上に、『NG』シリーズの全ての戦いを潜り抜けてきた、経験豊富な先輩であるはずなのだが、その性格や寒い駄洒落のために、メタコ以外のメンバーからは全く尊敬されず、ラムネードに至っては「オッサン」もしくは「変態ダジャレ親父」呼ばわりしている。ただし、ラムネスが倒れた際には心配していたり、パフェやカカオを庇うなど年長者としての面も見せる。
なお、前作からマシンガンのデザインがギター型に変わっているが、これは『マクロス7』の主人公「熱気バサラ」のパロディである。
コミック版の登場シーンでは旅の中で入手したオリエントサイダンスというメカに乗って登場するが全く歯が立たず返り討ちに遭う。守護騎士クィーンサイダロンには乗っていなかっただけで、終盤に搭乗。究極邪霊騎士トライアングラントとの戦いでラムネス達とはぐれた後に、他の守護騎士（フォーティーズ）たちを率いた反アブラーム抵抗組織軍「ミスター・ダ・サイダーズ」のリーダーを務める。囚われのレスカたちを助けるべく単身次元城に乗り込むが、負の防壁で激しく消耗した状態でゲル・ジェノサイと戦い敗れた。一度は特攻し命を落としかけたが、2代目ラムネスによって命（エナジー）を注がれて蘇生した。アブラームとの戦いでは2代目ラムネスと共にカイゼルファイアーNEOを操縦する。アブラームが初代ラムネス（以下「ブラックラムネス」）となり、放った闇の一撃でカイゼルファイアーNEOは大破。生身でブラックラムネスを1発殴ろうとするが、力尽きて再び死亡した。

### アドバイザーロボット
PQ
声 - こおろぎさとみ
年齢：人間で言えば2歳 / 全長：直径7cm程度の球状 / 体重：2kgの設定
前作『NG騎士ラムネ&40』に登場したタマQとウレPの息子でラムネード用のアドバイザーロボット。ラムネードとカカオに装着されたPQゲートを使い、二者の間を自由に移動できる。非常にちゃっかりした性格。主のピンチには自分に害が及ばぬよう、さっさと逃げる薄情な面もある。またかなりの毒舌で、余計なことを言ってはラムネードに殴られ、引っ張られ、捻られるなどの報復を受けている。
似た容姿の兄弟がおり、誰がPQか区別つかない（『NG騎士ラムネ&40 DX』に登場）。
コミック版では、究極邪霊騎士トライアングラントとの戦いでカイゼルファイヤーが大破して、PQのCD-ROMも破損。カイゼルファイヤーは自己修復されたがCD-ROMがないので召喚できなくなる。復活したアブラームを前にして、自らの体と記憶を使って擬似CDと化してカイゼルファイアーNEOを召喚した（その後、彼のボディが転がっているコマがある）。ただし別に死んだりしたわけでもなく、地球に戻ったラムネスを呼ぶために平然と現れた。
- キャラクターの発想の源は『おるちゅばんエビちゅ』のエビちゅ。

ヘビメタコ
声 - TARAKO
年齢：成長しないので年齢は関係ない / 全長：25cm程度 / 体重：2kgの設定
ダ・サイダー用のヘビ型アドバイザーロボット。本作でも彼を「ダーリン」と呼んで慕っており、普段から彼の肩パッドの中に入っている。
前作ではクィーンサイダロンの召喚という役割があったが、本作では召喚用卵を敵に壊されたため、召喚役というポジションを喪失。ダ･サイダーの駄洒落への太鼓持ち役が主だが、パフェのヒステリーぶりに苦言したり、宝石に目がないなどの一面が描かれた。

### 勇者と共に戦う巫女
ドキドキスペースの上位次元・キラキラ神霊界の巫女たち。アブラーム奇襲の際、大神官より、勇者を探し手助けするために逃がされる。
ラムネードを3代目ラムネスとし、彼に恋心を抱くようになるもその思いが実ることはなく、使命を終えて、現実世界に帰還した彼を遠くから見つめながら帰還した。
パフェ
声 - 宮村優子
年齢：15歳 / 生年月日：3月3日 / 星座：ギョウ座 / 身長：154cm / 体重：カカオより重い / 血液型：AB型 / サイズ：B78W56H80（ラムネス推定） / 趣味：貯金、食べること、寝ること / 特技：拳法（自己流） / 好きな食べ物：フルーツパフェ、いちご大福 / 将来の夢：お嫁さん
本作のヒロイン。本名フルーツ・パフェ。口癖は「すごくギモン」。
明るく一本気な性格。短気で手を出すのが早いが、根は純情で泣き虫である。ヘビメタコ曰く「ヒス女バージョン2」。カカオとは幼少時からの親友であり、家系のコンプレックスに苦しむ彼女を支えていた。巫女の修行中に歴史書の中にあったプロレス関係の書物を読んでしまったためにプロレス技を習得している。
ラムネードと結ばれる「因縁」を持たないために、結ばれることはなく、悲恋として終わった。また、3人のヒロインの中で唯一、ラムネードとキスをしていない（一度寸前まで行ったが邪魔が入り未遂で終わった）。『超天然♥未来形アルバム3』に収録されている、最終回後の様子を描いたミニドラマ『愛のバロン日曜劇場』では、カカオと共にマジマジワールドに向かい、ラムネードに告白をして、自分の気持ちに踏ん切りをつけた。
コミック版では、それを不憫に思った吉崎の手によって、ウリウリゾーンでラムネードにキスをする展開と、繰り返される輪廻の中に変化をもたらすことができる「希望の女神」としての役割を背負わされ、ラムネードの勝利を拓くための切り札となる。ドキドキスペースの全ての想い全ての「聖なる光」を集めて「“少年”の剣」（ラムネードの剣）を作り出した。
ドラマCDでミルクよりも貧乳として称えられた。

カカオ
声 - 氷上恭子
年齢：15歳 / 生年月日：8月8日 / 星座：モナリ座 / 身長：156cm / 体重：38kg / 血液型：A型 / サイズ：B88W52H85
パフェの同僚。褐色の肌と豊乳の持ち主で、普段長めの前髪に隠れている素顔はそばかすがチャームポイントの結構な美人。何かと失神する癖がある。家系は名門だが自身は平凡だったため、修業時代は周囲からいじめられていたが、パフェの支えのおかげで耐えてこれた。前髪で顔を隠しているのは自分へのコンプレックスからである。
一定の儀式とアイテムによって「おったまゲート」というワープシステムを開くことが出来る。またイタコ・ダウンジングという奇声を上げながら長時間踊る儀式で、目的の物がある方向がわかる。
ラムネードに恋愛感情を持つ。最終回後の様子を描いたミニドラマ『愛のバロン日曜劇場』では、パフェと共にマジマジワールドに向かい、ラムネードに告白をして、自分の気持ちに踏ん切りをつけた。
コミック版では、究極邪霊騎士トライアングラントとの戦いでアツアツゾーンの無人島にラムネスと共に記憶喪失になって流れ着く。その時の呼び名は「オカカ」。ラムネスはブラック・リップとブラック・ダンディに襲われるが、アツアツゾーンのおったまゲートは消滅させられていたため、命と引き換えに行使可能な巫女の能力で擬似ゲートを開いてラムネスを逃して死亡。ラムネスはカカオが死んだものと思っていたが、2代目ラムネスが命（エナジー）を注いだことによって死を免れていた。
続編のOVAでのイタコ・ダウジングはより過激的になった。

### 運命の仲間達
永遠の連鎖の中で勇者ラムネスと共に戦うことを魂に運命づけられた者達。それぞれがグラフサンダー・ウォーターバロンのパイロットとして3人1組で行動する。戦いによって命を落とすことを運命づけられており、本編でもその定めに殉じた。しかし、ラムネードによって運命の連鎖が途切れたため、新たな転生を迎えることとなる。
漫画版ではパフェ同様に吉崎の手によって多少のアレンジがなされているため、6人の中でチェロとトランペット以外は命を落とすことは無いが最終回では全員復活。ミトは別れを言えなかったと残念がるがドラムの言葉に、生まれ変わるたびにいつもラムネスと一緒だったのだと思い直す。

#### 運命の同志
初代ラムネスの仲間ボルト・ナットを祖先に持つガオガオゾーンの住人たち。直系ではないもののスケ・バーンやカク・レンボもボルト・ナットの子孫である。グラフサンダーのパイロットを務める。ミト・ナットは友情の印に3代目勇者ラムネスへ笛を与えており、吹くとどこであろうとも、その場所まで行くことができる。
キャラクターの元ネタは水戸黄門から。
コミック版では、3人は獣勇士と呼ばれていて、ドン・ジェノサイに立ち向かった際に返り討ちにあって洗脳されていた。
ミト・ナット
声 - 森久保祥太郎
年齢：15歳 / 生年月日：6月26日 / 星座：ヤク座 / 身長：155cm / 体重：50kg
ガオガオゾーンの王子。グラフサンダーのメインパイロット。ボルト・ナットの子孫であると同時に彼の転生態。
最終決戦で自己犠牲を行い、ラムネスの剣の礎となり、ラムネスを勝利に導く。同じように自己犠牲を行った家臣たちやバロン三姉妹同様にマジマジワールドで転生し、ラムネードと再会。
コミック版では、究極邪霊騎士トライアングラントとの戦いで仲間とはぐれた後に、ボルトの力と記憶が覚醒。大地と雷の精霊を使って戦ったりもできる。

スケ・バーン
声 - 上田祐司
年齢：18歳 / 生年月日：3月31日 / 星座：カブキ座 / 身長：175cm / 体重：52kg
おネエ言葉で話すが男性。ミトからは「スケさん」と呼ばれる。

カク・レンポ
声 - 岡野浩介
年齢：18歳 / 生年月日：10月10日 / 星座：ギン座 / 身長：168cm / 体重：90kg
シロクマのように見えるが、実は黒い部分が小さいパンダの獣人。ミトからは「カクさん」と呼ばれる。
コミック版での必殺技は必殺真空カク切り。

#### 運命の女神の化身
運命の女神であり、初代ラムネス最初の仲間の1人オルガン・シンフォニーが、ラムネスの勝利を願い自身を模して作った三体の女性型機械人形（マリオネット）「バロン三姉妹」。オルガン・シンフォニーの「想い」を主軸にプログラムがインプットされており、ラムネードに対する態度は3人そろって積極的だった。乙女回路Xという特殊システムを持ち、ウォーターバロンのパイロットを務める。
3人は精神がリンクしていて体験データも共有している。そのため3人の間でラムネスをめぐって互いに争ったり嫉妬するようなことはない。また1人が壊れて記憶データが失われても、ほかの2人にも同じデータが残されているので復旧可能。ドラムは3代目勇者ラムネスに想いを込めて鈴を渡しており、鳴ると何処であろうとも、その場所まで行くことができる。
コミック版ではチェロ・トランペットはドラムのバックアップやスペアとしての役割のほかに、ウォーターバロンの回路のスペアとしての役割も持っていた。50世紀前の「純粋な」オルガン・シンフォニーの心を持っているため、変わってしまった彼女の姿を嘆いていた。コスチュームは、ハイレグレオタードとなっている。
なお、ドラム役の今井由香は、自身も出演している『セイバーマリオネット』シリーズのライム、チェリー、ブラッドベリーを連想させるキャラクターという感想を述べている。
ドラム
声 - 今井由香
年齢：外見上15歳設定 / 身長：152cm / 体重：40kg / サイズ：B83W55H85
ウォーターバロンのメインパイロット。
素直で可愛らしい性格。3人の中では、外見年齢が最もラムネスに近く、オルガンの記憶と意志をもっとも受け継いでいるため、顔つきや髪の色もオルガンに酷似している。
最終決戦で自己犠牲を行い、ラムネスの剣の礎となり、ラムネスを勝利に導く。同じように自己犠牲を行った姉妹たちやミト一行と同じく、マジマジゾーンで転生し、ラムネードと再会。
続編『FRESH』では、ラムネードと結婚しており、娘のレモンが登場。

チェロ
声 - 高野直子
年齢：外見上15歳設定 / 身長：148cm / 体重：37kg / サイズ：B75W54H80
ウォーターバロンのサブパイロット。外見は3人の中で一番小柄で、一人称は「チェロ」。

トランペット
声 - 川上とも子
年齢：外見上18歳設定 / 身長：163cm / 体重：50kg / サイズ：B93W60H88
ウォーターバロンのパイロット。他の2人よりも大人びた外見年齢をしている。

### 先代勇者ラムネスと聖なる三姉妹
前作『NG騎士ラムネ&40』で登場したメインキャラクター達。戦いが終った後、それぞれ新しい生活を営んでいたが、アブラーム来襲により再び戦火へと身を投じることとなる。3代目勇者ラムネスことラムネードとは、父・母・伯母の間柄になるが、今作のドキドキスペースの時間軸ではラムネードは誕生していないため、血縁関係は認識上のものでしかない。
聖なる三姉妹に関しては、現在は長女カフェオレが王位を継いで女王となり、三女ミルクはラムネと共にマジマジワールドで暮らしている。次女ココアはカフェオレを補佐している。
ブラックラムネス封印の代償として、4人とも石化するが、アブラームが倒されたことで復活を果たす。
仮面の勇者 赤風（馬場ラムネ/2代目勇者ラムネス）
声 - 草尾毅
前作の主人公。後のラムネードの父で、初代ラムネスの「魂の血統」の半身を受け継ぐ自称「カッコイイ勇者」。前作のヒロインであるミルクと故郷のマジマジワールド（地球）で暮らしていた。「黒の輪廻」の力で勇者の力を失う18歳の誕生日になる直前に時間を止めたオルガンに導かれて、時空を越えてドキドキスペースに渡り、息子の手助けをするため仮面の勇者赤風と名乗って戦う。
17歳の赤風ではなくラムネードの父としての姿が描かれる場合は、顔は影で隠れている。履いているスリッパはタマQを象ったもの。またラムネードの名前はミルクが将来子供に「ゴメス」と名付けようとしていたため、自分の名前から「ラムネードくらいがちょうどいいんじゃないか」と自分で名づけた。
小説版では17歳に近づくにつれて前世の影響を受けて浮気が減った様子や、初代ラムネスの記憶を夢で見るなどの描写が見られる。また、ドキドキスペースにつれていかれる前にも幼い少女の姿をしたオルガンが幾度か現れたり、前世の記憶の影響からオルガンの名前を言い当てていた。ミルクと共に彼女に導かれて、未来の息子のために戦うまでが描写されていた。
コミック版では、初代ラムネスも使った伝統の武器で自身も使った「アストロ独楽」を3代目ラムネスに伝授。アブラームとの戦いでは、カカオとダ・サイダーに命（エナジー）を注いで激しく消耗した身ながらも、「ラムネスの剣」を振るう将来の息子に代わってカイゼルファイアーNEOに搭乗した。

仮面の勇者 桃風（アララ・ミルク）（結婚時は馬場・アララ・ミルク）
声 - 横山智佐
前作のヒロイン。自称「若くて可愛い三姉妹のリーダー」。後のラムネードの母で現在はラムネを追いマジマジワールド（地球）で暮らしている。ラムネが18歳になるのを待ち結婚するはずだったが、オルガンの導きにより未来の息子を護るべくドキドキスペースに渡り、仮面の勇者桃風と名乗って戦う。
赤風・桃風のコスチュームは結婚式のお色直し用にミルクがデザインした物。ことぶきつかさによれば、「"赤影"にならないように」との指示を受け、「2人組なのでヤッターマンで行こうかな」と思ったと語る。
桃風ではなくラムネードの母としての姿が描かれる場合は、顔は影で隠れている。
ミニドラマ『愛のバロン日曜劇場』では、ラムネと一緒にアララ王国に里帰りしていた。また、ここでラムネの口から、家事全般は全くしておらず、たまに食事を作るとしてもシチューやカレーなどのとりあえず煮込んでおけばいい物しか作らない、毎日朝寝坊して起きるのはラムネやラムネードが出勤・登校した後の朝のワイドショーの時間であるなどが暴露された。
小説版ではラムネが17歳に近づくにつれて、前世の影響を受けて浮気が減ったことに驚く、前世の記憶の夢を見る様になり不安定になっていく、ラムネを心配する。また、桃風としてドキドキスペースに行く前にも幼い少女の姿をしたオルガンが幾度かラムネの現れ、あったことの無いはずの彼女の名前をラムネが前世の記憶から言い当てる姿に嫉妬する、オルガンから未来を知らされ、未来の息子のために戦うまでが描写されていた。
コミック版では、聖なる力を中和されて究極邪霊騎士トライアングラントに囚われる。

アララ・カフェオレ（レスカ）（即位時の名称は不明）
声 - 松井菜桜子
年齢：20歳 / 生年月日：4月4日 / 星座：カブキ座 / 身長：187cm / 体重：ヒミツ / 血液型：O型 / サイズ：B88W60H90
アララ王国の女王。普段は女王の猫かぶりをしているが素は変わらない。ダ・サイダーとは前世からの恋仲。アブラーム軍が城に攻め込んで来た際には、勇者無き国の無力さを皮肉ったが、敵兵が目の前に現れたらさっさと降伏した。ドン・ジェノサイに幽閉後、ボロボロの格好をさせられて、番犬のブルに睨まれ、時には噛まれながら、下働きをさせられていた。ラムネスが次元城に辿り着いた際には、洗脳されてダ・サイダーの前に立ちはだかった。
コミック版では、ココアと共に赤風・桃風の聖なる力を中和するために利用されて、3姉妹そろって究極邪霊騎士トライアングラントに囚われる。その後も、聖なるエネルギーをアブラーム復活を早めるのに使われるが、ダ・サイダーの特攻のおかげで吸い尽くされて死ぬことはなかった。

アララ・ココア
声 - 玉川紗己子
年齢：18歳 / 生年月日：8月13日 / 星座：モナリ座 / 身長：182cm / 体重：48kg / 血液型：O型 / サイズ：B93W56H88
アララ王国の王女。ドン・ジェノサイに拉致されて、巨大な金魚鉢のような部屋の中に閉じ込められて観賞用ペットにされてしまう。ラムネスが次元城に辿り着いた際には、洗脳されてラムネスの前に立ちはだかった（この時ラムネス=ラムネードは自身の伯母とも知らずにナンパしていた）。
コミック版では、鑑賞用にとどまらずコスプレなどもさせられていたがメガネがなかったために、状況がよく呑み込めていなかった。

### アブラーム軍
永遠の連鎖の中で勇者ラムネスと戦うことを魂に運命づけられた者達。その正体はアブラームがキラキラ神霊界を襲った際に洗脳されてしまった神官達である。
ダンディとリップは、ブラック化で少しシリアスになるが、性格の基本が変わっていない。コミック版では、通常の洗脳状態はアニメと似たような性格、ブラック化後はシリアス一辺倒、元の神官に戻った後は完全に真面目な性格になっていた。なお、コミック版のみに登場したガイも含め、それぞれの衣装にはトランプのマークの意匠が入っている。
ドン・ジェノサイ
声 - 塩屋浩三
今作における敵の首領。当初はアブラーム復活のため尽力を注いでいた。大邪神復活のためアララ王国を奇襲。聖なる三姉妹を探していた。
その正体はキラキラ神霊界大神官。ドキドキスペースにて初代ラムネスに封印されたアブラームは永い時の中で少しずつ力を取り戻していたが、自然に復活するには膨大な時間を要するために、復活のための儀式を行える能力をもった大神官が手駒として選ばれた。次元城にある次元大時計は棺の中に封印されたアブラーム復活の進度を示していて、ドン・ジェノサイが儀式で黒きエネルギーを集めることによって時計の針が進んでいく。復活したブラックラムネスから用済みと見なされて殺されかけたものの、大神官として元に戻ることができた。
コミック版では、前半はエロじじいとして描かれていて大量の美少女フィギュアを飾り、ココアをコスプレさせたりしていた。後半はアブラームの影響で邪悪な存在となる。ダ・サイダーとの戦いでは極妖霊騎士ゲル・ジェノサイとなり、後から駆け付けたラムネスたちも圧倒。ショコラーデとシャーベットの力でドン・ジェノサイに戻ったおりに、大神官の意識がかろうじて表出して自らの命を絶つ様に願う。しかし、ドン・ジェノサイの命がアブラーム復活の最後の鍵であり、倒さなければドン・ジェノサイが倒せばアブラームが世界を闇で覆うという狡猾に仕組まれたアブラームの計画であった。
衣装デザインにはスペードが組み込まれている。

ブル
レスカの足に繋いだドン・ジェノサイの飼い犬。大神官同様にキラキラ神霊界から連れてこられ洗脳されているらしい。
ナルシスト・ダンディ（ブラック・ダンディ、マッチョ・ショコラーデ）
声 - 松本保典
年齢：20歳 / 生年月日：不明 / 星座：不明 / 身長：195cm / 体重：63kg / 血液型：B型
ドン・ジェノサイの部下で筋肉至上主義の男性。復活したブラックラムネスのアブラームの力によってブラックダンディにパワーアップする。
『超天然♥未来形アルバム3』に収録されている、最終回後の様子を描いたミニドラマ『愛のバロン日曜劇場』では、洗脳されていた頃と全く変わっていない。
コミック版では、本名はマッチョ・ショコラーデ。大神官の側近で勇者達にドン・ジェノサイの正体を告げる。ドン・ジェノサイの力を封じるために命を落とす。
衣装デザインにはクラブが組み込まれている。

フェロモン・リップ（ブラック・リップ、ニップル・シャーベット）
声 - 根谷美智子
年齢：20歳 / 生年月日：不明 / 星座：不明 / 身長：198cm / 体重：不明 / 血液型：B型 / サイズ：B123W52H95
ドン・ジェノサイの部下でセクシーボディ至上主義の女性。復活したブラックラムネスのアブラームの力によってブラックリップにパワーアップする。
『超天然♥未来形アルバム3』に収録されている、最終回後の様子を描いたミニドラマ『愛のバロン日曜劇場』では、ダンディ同様に洗脳されていた頃と全く変わっていない。本人達曰く「自分に正直に生きている」とのことらしく、洗脳時の性格は素だった。
コミック版では、本名はニップル・シャーベット。マッチョ・ショコラーデと共に大神官側近であった。シャーベットはとても清楚な女性。ドン・ジェノサイの力を封じるために命を落とす。
衣装デザインにはハートが組み込まれている。

ニヒリスト・ガイ
コミック版のみ登場。アブラームの細胞から作られたバイオノイド。アララ王国における守護騎士たちの反乱軍との戦いで指揮をとり、専用黒邪霊騎士ガイアモンドに搭乗した。衣装デザインにはダイヤが組み込まれている。

BQ
声 - 矢島晶子
全長：直径8cm程度の球状 / 体重：3kgの設定
ブラックラムネスが作り出した翼を持った黒いPQ。ブラックダンディとブラックリップのお目付け役だが、その2人同様に抜けたところがある。語尾に「～だぎゃ」とつく。笑い声も「だぎゃ、だぎゃ、だぎゃ」である。最終決戦でブラックラムネスと共に戦死した。
- 当初の名前はブラQ。

### 運命の始まりを知る者達
いつ・どこで始まったかは定かではないラムネス伝説の始まりを作った者達。客観的にいえば初めアブラームという悪が生まれて世界を支配し、ラムネスという悪に対する抗体が誕生したこととなる。しかし、最初のラムネスが過去の世界でアブラームを倒そうとしてしまったためにタイムパラドックスの力が働き、メビウスの輪のごとく、彼らはある特定された一部分の歴史を延々と繰り返す輪廻の「時の捕囚者」になってしまった。

#### 初代勇者とその仲間達
初代勇者ラムネス
声 - 草尾毅
超未来のドキドキスペースで生まれた勇者。
アブラームに対する抗体として生を受けた者であり、科学者でもある。仲間達と共に、平和を取り戻すべく戦っていた。打倒アブラームのため、過去へ時間跳躍するが、跳躍の途中で妖神ゴブーリキの襲撃を受けてしまう。これにより、ラムネスは記憶を失った上、目標よりも数年から十数年の過去へと飛ばされ、現地で出会った当時のミルク姫と恋仲にもなる。
ゴブーリキ封印の際、記憶を思い出し（劇中見る限り闇の中へ突撃する直前には戻っていない）たことで目的だった時代（数年から十数年程度の未来）へと移動するものの（小説版ではオルガンと再会した直後は記憶が戻っていないことが描写されている）ラムネスの剣を使う以外の方法でアブラームを倒す手段を見つけるための時間稼ぎとして、自身の体内にアブラームを封印。17歳で生涯を終える。その後、魂は2つに別れ、5000年続く歴史の輪廻の中で、2代目→3代目→初代にループすることになってしまった。
コミック版では、アブラームがAD2XXX年にドキドキスペースに出現すると同時に「正の想念」の力を得て、魔物狩りを行うハンターをしていた。時間跳躍の能力は持っていない。

オルガン・シンフォニー
声 - 今井由香
年齢：15歳→18歳→20代後半 / 生年月日：1月11日 / 星座：ベン座 / 身長：163→170cm（18歳時） / 体重：50→48（18歳時）→45kg（20代後半） / 血液型：B型 / サイズ：B83W55H85（15歳時）→B85W53H85（18歳時）→B88W52H85（20代後半）
初代ラムネスの未来の仲間で多次元理論を専門に持つ少女科学者。
恋人でもある初代ラムネスが持つ時間跳躍の能力でタイムスリップして、アブラームが存在する未来を消そうとしたが失敗。「無限に繰り返される歴史の中、転生を繰り返してアブラームと永遠に戦い続ける運命」を背負うことになったのはラムネス、ボルトと同様だが、オルガンは愛する者が自分以外の存在を想うことに嘆き、その未練を抱えるというジレンマも背負うことになった。
初代ラムネスがアブラームを封印後、オルガンは病に苦しみながらも時空管理コンピュータと自身の分身でもあるバロン三姉妹を製造した後、自ら時空管理コンピュータと一体化。神霊騎士を製造し、18歳になる前の2代目ラムネスとミルク姫を3代目ラムネスの支援に導いたが、それらを用いてもアブラームを倒すことはできず、ついに、ラムネスの剣を3代目ラムネスに託さねばならなくなった。
小説版では序盤から登場し、17歳のラムネの前に幼い少女の姿や初代ラムネスと共に戦っていた頃の姿で現れ、彼とミルクをドキドキスペースに導く。また、記憶を失った初代ラムネスとの再会や誕生直後のアブラームとの戦いが詳しく描写された。
コミック版では扱いが変わり、ラムネスを慕うあまり5000年の間に運命に流されることを許容するようになっている。超未来のドキドキスペースでは、科学アカデミーに在籍していて究極科学（アルティミットサイエンス）である時空理論の時空理論博士号を持っていた。過去のアブラームを倒すために時空転移理論を使った時を越える「箱舟」により「閉じた時空」（ロジックリング）を生み出してしまう。その存在は「時の女神」と呼ばれるようになる。
時空管理コンピュータ
アンアンゾーンでオルガンが製造した巨大コンピュータ。オルガンが一体化した後、神霊騎士を開発し、初代ラムネスの時を越える能力を科学的に解析した時空航行装置を使い、2代目ラムネスとミルクも導いた。荒廃した未来世界では最後の砦となっているが、ブラックラムネスの力で精神を一度分離させられた3代目ラムネスがオルガンに助けられて訪れた際には徐々に崩壊に向かっていた。

ボルト・ナット
声 - 森久保祥太郎
初代ラムネスの未来の仲間で無二の親友。
オルガンのことが好きだったが、彼女の初代ラムネスへの思いを慮って自ら身を引いた。いずれ来る戦いのため、ガオガオゾーンで子孫を残す。
コミック版では、ビースト族最強の勇者「疾風のボルト」（はやて - ）。アブラームに挑んで返り討ちに遭って洗脳されていたが、初代ラムネスに敗れて正気を取り戻した。初代ラムネスたちと共に未来（初代ラムネスの時代）でアブラームに挑んだ際には、強大なアブラームを倒すことはできずに左目を負傷。眼帯をするようになる。
初代勇者サイダー
声 - 矢尾一樹
初代ラムネスが過去で出会った、もう1人の勇者。
初代ラムネスと共に妖神ゴブーリキと戦い、封印に成功。ハラハラワールドを救った。後に初代ラムネスと再会し、大邪神アブラームとの戦いにも参加する。

#### 輪廻の中に封じられた悪
大邪神アブラーム
声 - 飯塚昭三
ラムネスの敵。その始まりとなった出自は謎。繰り返される運命の輪の中では、「勇者ラムネスの定理」の逆定理によって生まれた強大な闇。
前作『NG騎士ラムネ&40』の「妖神ゴブーリキ」を生み出した存在である。
分身である妖神ゴブーリキと異なり、完全なシリアス調かつ絶対的な力を持った悪役で、闇か黒い炎が人の形をとっているかのような姿をしている。
コミック版では、人々が無意識のうちに放出している「負の想念」が6高次元空間に蓄積されて、3次元上に物質として実体化した存在。オルガンが閉じた時空（ロジックリング）をつくったことで、アブラームからただの分身を越えた「光」を滅ぼす者としての「もう一つのアブラーム」（妖神ゴブーリキ）が誕生。

ブラックラムネス
声 - 結城比呂
年齢：肉体的には18歳 / 身長：190cm / 体重：自在に変化できる / 血液型：A型 / サイズ：B88W52H85
初代ラムネスの体の中に封印されたアブラームが、その体を乗っ取った姿。ラムネスの肉体によってその能力は大きく制限されているが、初代ラムネスの肉体の記憶によってループの構図に気付いている。肉体の中に封じられているアブラームの8枚の翼であるVSフィールドの中に神霊騎士の搭乗者たちを送り、その間に2代目ラムネスと聖なる3姉妹をアブラームの体内に引きずり込んで対決。4人を石化させた。極霊騎士ゴッドブラームに乗ってラムネスと戦いを繰り広げ、最期に「ラムネスたち」の意志の力に負け、カイゼルファイブレードに貫かれて果てる。しかしそれは、アブラームを封印から解き放ち完全復活させることになる。
なお、ブラックラムネスは前作『NG騎士ラムネ&40』の小説作品の一つであり、本作の叩き台にもなっている『NG騎士ラムネ&40EX3ラスト・ラスト』にも登場している。
コミック版では逆に、復活したアブラームを倒してあらわした真の姿として、強大な闇の力とともに初代ラムネスとしての力を行使する。ブラックラムネスという呼称は用いられておらず、無感情に力を使う存在。もはやアブラームとは言い難い存在になっているが、この初代ラムネスからやがて未来を滅ぼすアブラームが生まれることになる。「ラムネスの剣」もラムネードではなくラムネスを主として選んだが、「“少年”の剣」（ラムネードの剣）によって消滅した。

### 馬場ラムネードの友人
第1話と最終回で登場。ゲームセンターでのゲームを終えて別れた後、行方不明になったラムネードを探しており、最終決戦を終えて、心に傷を負ったまま地球（マジマジワールド）に戻ったラムネードと再会。彼女たちがドラムたちの転生態であることに気づいたラムネードは再会を喜ぶ。第1話では顔ははっきりとは描かれずにいたが、オープニングでは彼らが転生態であることを象徴するカットが挿入されている。
それぞれの名前は小説やコミックで登場したものでアニメ本編では明かされていない。
水戸（）
声 - 森久保祥太郎
ミト・ナットの生まれ変わり。第1話での役名は「少年A」
コミック版では、中学3年生でラムネードの同級生の親友。夢のことが好きだったが失恋している。
晩（）
声 - 上田祐司
ラムネードと水戸の後輩。スケ・バーンの生まれ変わり。
角男（）
声 - 岡野浩介
ラムネードと水戸の後輩。カク・レンボの生まれ変わり。
夢（）
声 - 今井由香
ドラムの生まれ変わり。第1話での役名は「少女A」。ラムネードは過去、「一度告白してフラれた」とする解説もある。
優しい性格であり、辛い戦いを終えたラムネードの事情を知らないものの彼を気遣い、ラムネードに抱きつかれる。
続編『FRESH』に登場する4代目勇者「馬場レモネード」ことレモンはラムネードの子孫（アニメ版の設定では、勇者ラムネスの力は血縁ではなく魂によって受け継ぐもので、3代目が2代目の息子だったり、4代目が3代目の子孫だったりするのは偶然）。
後日談であるドラマCD『愛のバロン日曜劇場』にて、バンドを組んでいることやポジションがドラムであることが判明。ラムネードのお願いを受け入れるなど寛大な面もある。
チェロ転生体
声 - 高野直子
チェロの生まれ変わり。名前は不明。
トランペット転生体
声 - 川上とも子
トランペットの生まれ変わり。チェロ同様に名前は不明で第1話での役名は「少女B」。

## 登場メカ

### 神霊騎士
リアル頭身のスーパーロボット。デフォルメロボが主体だった前作と異なる。ドキドキスペースが滅ぶ直前の超未来の世界にあるオルガン時空研究所「次元の狭間の神殿」から時空ゲートを超えて召喚される。仮想世界「VSフィールド」でも召喚可能なのは、VSフィールドで戦うことになるとあらかじめ知っていたオルガンがそのように作ったため。
伝説では大邪神アブラームを封印した騎士となっているが事実とは異なっており、初代ラムネスがゴブーリキ戦後、キングスカッシャーから乗り換えてアブラーム封印に使ったと言い伝えられていたが、実際はオルガンが3代目ラムネスたちのためにつくった「自分が作った神霊騎士」をみて作った3体の神霊騎士のコピー。
コミック版では神霊騎士に「ラムネス・スピリッツ」というルビが振られている。
カイゼルファイヤー
オルガンが大邪神アブラームを倒すために次元の狭間の神殿で作った近距離戦用神霊騎士・炎霊皇帝。PQの口に黄金のCD-ROMを入れて召喚する。搭乗時にはラムネードが赤い球体に包まれて「たぁ！」、ダサイダーは青い球体に包まれて「とう！」のかけ声をかける。コクピットは複座で下は操縦でラムネードが担当、上は武器操作でダ・サイダーが行うが、席が入れ替わることも多い。
設計段階からオルガンの手により3代目ラムネス（馬場ラムネード）のDNAが登録してあるため、3代目ラムネス以外には召喚不可能（精神が入れ替わった時は、ラムネスの肉体を持つダ・サイダーが召喚できた）。
ゴッドブラーム戦で斬りおとされた腕や足の断面は骨や筋肉を思わせる有機的なパーツが露出している。オイル（？）の色は緑。ゴッドブラームを、満身創痍になりながらも倒すが、その結果"初代ラムネスの肉体"という牢獄からアブラームを開放することとなり、完全復活したアブラームによって完膚なきまでに破壊され爆散する（この際、装甲を全て吹き飛ばされ、素体をむき出しにされた）。前作のキングスカッシャーと異なり、最初から負ける運命が決まっていた。
右肩の伸縮自在な剣「カイゼルファイブレード」が主武装。必殺技は、炎の神霊の力を操りフェニックスをぶつけて敵を粉砕する「カイゼルファイブレード」。なお、カイゼルファイブレード発動時はナイフの刀身が伸びて剣になることから、ブレードと名前が付いている。ゴッドブラーム戦では、描写が異なり、フェニックスをぶつけずに、カイゼルファイヤー自身が炎を纏って突撃している。またオルガンの設計思想によりラムネスしか使用することができない。
左腕には弓が装備されており、第15話ではVSフィールドで手に入れた「ダイヤモンドアロー」を使用。
召喚時：（PQがCDーROMを飲み込み、［NOW LOADING］［...0101011...］［SET UP］表示後）「カイゼルファイヤー!」と叫ぶことで召喚される。
コミック版では、究極邪霊騎士トライアングラントとの戦いで大破。自己修復と共にカイゼルファイアーNEOに進化した。NEOの搭乗者はダ・サイダーと2代目ラムネス。その際の必殺技はロイヤルファイブレード。

グラフサンダー
オルガンが大邪神アブラームを倒すために次元の狭間の神殿で作った中距離戦用神霊騎士・雷霊伯爵。召喚は勇者の紋章が描かれた印籠で行う。ミト、カク、スケが搭乗。メインパイロットはミト。「大地の王」「大地の王者」などと冠される。
必殺技は、両腕の盾から伸ばしたワイヤーが、大地の力と共鳴し稲妻のヒョウとなって敵に突き刺さる「グランボルトクラッシュ」と、両腕を天に掲げ雷をボディに蓄積しそのエネルギーを敵に向かって一気に放出する「サンダーボルトフラッシュ」。
召喚時：（印篭を掲げて）「雄々しくも凛々しい大地の王者よ、我が声に答えよ!大いなる力を以って、地にはびこる悪を塵と成せ!グラフサンダー!」と叫ぶことで召喚される。

ウォーターバロン
オルガンが大邪神アブラームを倒すために次元の狭間の神殿で作った遠距離戦用神霊騎士・水霊男爵。召喚はドラム達に内蔵された「乙女回路X」で行う。ドラム、チェロ、トランペットが搭乗。氷の伝説では「人間と似て非なるモノ達が心を通わすとき神霊騎士ウォーターバロンは復活する」とされている。
必殺技は、両手で水流の渦を出現させ、渦が弾けると同時にドラゴン型の水柱が飛び出す「バロンウォーターアタック」と、頭や腕から針状に飛ばしマシンガンの様に乱射する「ウォーターニードルガン」、手の甲から発射した水を高速回転しながら飛ばす「水手裏剣」。
コミック版では究極邪霊騎士トライアングラントとの戦いの後、ドラムたちを特に危険視するアブラームの命を受けたドン・ジェノサイによって、ウォーターバロンは捕らえられ回路を侵食されて動作不能になるが、チェロとトランペットが身を犠牲にし、ドラムの乙女回路とウォーターバロンの擬似生命装置のスペアとしての役割を果たしたことで回復。アブラームとの戦いでは、ドラム単身でウォーターバロンを操縦した。

### 敵のメカ

#### 邪霊騎士
ダンディとリップが乗り込む次元城で生産されている敵メカ。以下、LD特典ブックレット『CHARACTER FILE』掲載の名称を記載。
ティーガーFZ(第1・2話)
大口径ミサイルによる砲撃を専門とする。

トラトラS87(第3話)
ミサイルと電磁鞭を装備。ネーミングはプロレスのタイガースープレックス'87から。

メカパットンDX(第4話)

ハインケルVR(第5話)
巨大な鉄球射出が武器。

ゲヒュオンBX(第6話)
ハイパーセメント爆弾と砲撃でカイゼルファイヤーを退けるが、グラフサンダーに敗れる。

ビスマルクGT(第7話)
ミトを洗脳する電波を発信、神霊騎士の同士討ちを画策。

ザウエルBB(第8話)
手から電撃を放つ。カイゼルファイヤーとは交戦せず、生身のドラムがフルパワーで破壊。

フォッケウルフK1(第9話)
ミサイル攻撃が得意。前話に続き生身のドラムと交戦、特攻を受け大破。

ユンカースVQ(第10話)
邪霊騎士中最大の火力を誇る。初登場のウォーターバロンの相手。

ブロッケンSK(第11話)
アララ城下の民衆やパフェを胸部に吸着、人質としてカイゼルファイヤーの攻撃を封じた。

ムキムキマッチョBBZ
CDドラマに登場。

ブルムウントフォスCR13
TRPG版に登場。

#### 超邪霊騎士
コミック版のみ登場。戦いで得られた神霊騎士カイゼルファイヤーのデータを元にして作った邪霊騎士。実はアブラームの細胞を埋め込まれている。究極必殺技は3体同時にビームを放つ究極合体ビイイム。
ヌァザファイヤー
ナルシスト・ダンディとフェロモン・リップが搭乗。

オグマサンダー
ダンディとリップによる遠隔操作。

ウォーターモリガン
ダンディとリップによる遠隔操作。

#### 究極邪霊騎士
トライアングラント
コミック版のみ登場。アブラームの細胞の力で超邪霊騎士3体が融合した姿。大邪神アブラームの分身であり「妖神ゴブーリキ」と同種の存在。その波動で搭乗していたナルシスト・ダンディとフェロモン・リップは、ブラック・ダンディとブラック・リップにパワーアップ。十字架に張り付けにされたレスカとココアを捕らえていて、ミルクも捕らえた。
3体の神霊騎士の力を合わせた攻撃で滅びるがその際に次空爆発を起こして、カイゼルファイヤーは大破、ラムネスたちは各ゾーンに飛ばされて散りぢりになるという、凄まじい損害をもたらした。

#### 黒邪霊騎士
コミック版のみ登場。読みは黒邪霊騎士（くろじゃれいきし）。
シュバルツゾルダート
量産型黒邪霊騎士。

リップ・オブ・リッチー
ブラック・リップを象った黒邪霊騎士で、ブラック・リップが搭乗。

名前不明
ブラック・ダンディを象った黒邪霊騎士で、ブラック・ダンディが搭乗。

ガイアモンド
ニヒリスト・ガイ専用の黒邪霊騎士。守護騎士を蹴散らすが、覚醒したミトが乗るグラフサンダーに文字通り一捻りにされ、握りつぶされた。

#### 極妖霊騎士
ゲル・ジェノサイ
コミック版のみ登場。ドン・ジェノサイの姿が変化したもの。体がゲル状になり、溶けた床を体として同化している。ダ・サイダーもラムネスも中心に居るゲル状のジェノサイ本体を弱点だと考えたが、特に本体というものはなく全身で本体である。ショコラーデとシャーベットの力によりドン・ジェノサイの姿に戻された。

#### 黒霊騎士
大邪神アブラームの8枚の翼によって作り出された仮想空間「VSフィールド」を守るボス。空間から力を得ることができるため邪霊騎士の10倍のパワーがあり、アブラームから権限を与えられているBQが自由に特殊能力を設定することができる。ミト達やドラム達にも同様に8つのステージで黒霊騎士が立ちはだかるのでVSフィールドは24通りで黒霊騎士も全部で24体（マッチョXXを加えると25体）。Bダンディ・Bリップ・BQがラムネス達の相手をしているときは、ミト達やドラム達のVSフィールドの黒霊騎士は無人ロボットにしている。
ミラースパーク(第14話)
ラムネス達のVSフィールドSTAGE1の黒霊騎士。空に浮くクリスタルで攻撃する。
ストーンヘッド(第15話)
ラムネス達のVSフィールドSTAGE2の黒霊騎士。特に攻撃手段を持たず後述のストーンデビル等の司令塔の役割を果たす。
ストーンデビル(第15話)
STAGE2でカイゼルファイヤーの相手となる蜘蛛型の石の怪物。再生能力を持ち、倒すには特別なアイテムが必要。
サバト(第16話)
ラムネス達のVSフィールドSTAGE3の黒霊騎士。嫌な過去の記憶を呼び覚ます能力を持つ。ただし、敵味方の区別が無く、Bダンディ達も嫌な過去の記憶を呼び覚まされ苦しんでいたほか、嫌な過去を一切持たないダ・サイダーには全く効果が無かった。
ブラッガー(第16話)
ラムネス達とは別のVSフィールドでグラフサンダーと戦っていた。
パーラス(第16話)
ラムネス達とは別のVSフィールドでウォーターバロンと戦っていた。円盤型で、高速回転して襲う。
ホログラフ(第17話)
ラムネス達のVSフィールドSTAGE4の黒霊騎士。サイコロ連動プリズム幻覚投影装置を搭載している。
ボスメカX(第18話)
ラムネス達のVSフィールドSTAGE5の黒霊騎士。秘密兵霧という赤い霧で人格を入れ替えることができる。
マジックメカ・テンコー(第19話)
ラムネス達のVSフィールドSTAGE6の黒霊騎士。手品師のシルクハット型で巨大な動物を呼び出し襲わせる。
バイスター(第20話)
ラムネス達のVSフィールドSTAGE7の黒霊騎士。飛行形態への変形機構を持つ。
メカドラゴン(第21話)
ラムネス達のVSフィールドのラストステージの黒霊騎士。
マッチョXX(第24話)
2本の斧を持つ。VSフィールドをクリアしたラムネス達にBダンディ・Bリップが最後の戦いを挑んだ。便宜上ここに含めるが、LD特典ブックレット｢CHARACTER FILE｣では肩書きが｢鉄人｣とされ、現実世界に実在するメカであることからも、他の黒霊騎士とは別格。

#### 極霊騎士
ゴッドブラーム(第24・25話)
崩壊した次元城から現れたブラックラムネスが駆る、巨大なカマキリのような形をした最凶の極霊騎士。カイゼルファイヤーの数倍の巨躯で、鋭い鎌や胸からの光球が武器。更に通常のカイゼルファイブレードも通用しないバリアを有する。
邪霊騎士や黒霊騎士と異なり、生物的な外見をしているほか、操縦システムも操縦桿類を使わずに行われる。

### その他のメカ
ゲタゲッターロボ
オープニングにのみ登場。名前は『月刊ニュータイプ1999年6月号』より。顔の部分にダンディとリップが乗っているが、邪霊騎士かは不明。槍状の武器を持っている。カイゼルファイヤーの突進からのアッパーカットと蹴りを受け、吹っ飛んだ所をカイゼルファイブレードで撃破される。
オリエントサイダンス
コミック版のみ登場。ダ・サイダーが宇宙の旅の中新しく手に入れてきた超スーパーメカだそうで、初登場時に搭乗。しかし相手の邪霊騎士に一コマで粉々にされてしまう。そのときダンディに旧式呼ばわりされる。ダ・サイダー曰く「新最強勇者メカ」。
守護騎士（フォーティーズ）
コミック版のみ登場。ダ・サイダーの反アブラーム組織に参加して、ダ・サイダーもクィーン・サイダロンに搭乗している。前作『NG騎士ラムネ&40』参照。守護騎士のほか、（TVでは洗脳されて敵として登場した）シンゲーンやコテツーンなど破壊戦士の姿も数体確認出来る。
メンバーの中には前作主要キャラである関西弁のゼンザインや子供口調のブルマン「ポーン」しか喋れないポーン八兄弟などが居たが、前作の設定を踏まえずみんな標準語で話していた。また、作中でのクィーン・サイダロンも窮地でヤリ・パンサーに変形せずに「ロイヤル・アタック」という幾つかの旅の最中に会得した秘技を使用している。
箱舟
コミック版のみ登場。オルガンが製作した時を越える箱舟。過去への片道切符。本編の5000年前のアツアツゾーンに到着した。

## 舞台設定と時間軸
本作品は、時間の流れが異なる別世界の存在や、未来の世界、時間移動、それらによるパラレルな歴史、ループ、パラドックスなど、複雑な時間軸を持っている。
客観的に見れば、大邪神アブラームを倒すために過去へ行ってしまったことで新たな形でアブラームが生み出されてしまい、ラムネスたちの魂は一定の時間軸の中で輪廻を繰り返すループ現象が発生している。そして輪廻という視点を外せば、未来にはアブラーム出現による滅びた世界だけが存在している。

### 最初の歴史
最初の歴史は大まかにたどるとこうなる。ただし本編は既にループが出来上がった状態の物語なので、最初どうだったか詳細不明な点が多い。
1.過去のドキドキスペース（アブラーム誕生）
大邪神アブラームが誕生する。
（アブラームがどのようにこの時代で誕生したのか、誕生時点でどの程度の力を持つ存在だったのか、誰がアブラームに対処したのかは不明）。
2.超未来のドキドキスペース
大邪神アブラームが出現。強大な「闇」に対して強大な「光」が世界に生まれるという「勇者ラムネスの定理」が働いて初代ラムネスが誕生。当時の仲間と共に戦うがアブラームは強く、世界は滅びて人類はラムネス、オルガン・シンフォニー、ボルト・ナットの3人が最後の生き残りとなる。そのため誕生当時の弱いアブラームを倒そうと考え、仲間と共にラムネスの力を使って次元跳躍をする。
この最初の選択で時間が狂い始める。
3.過去のドキドキスペース（アララ王国における妖神ゴブーリキとの戦い）
大邪神アブラームが放った分身である妖神ゴブーリキの邪魔により、初代ラムネスは仲間とはぐれて目的の時代より数年から十数年前の過去に落下。ラムネスは記憶を失い、聖なる三姉妹（初代）と出会い、ミルク（初代）と恋仲になる。
記憶喪失のまま、謎の文明人アルカナイカ星人が作り出した守護騎士キングスカッシャーに乗り、追っ手の妖神ゴブーリキと戦う。この時、初代サイダーと他の守護騎士・守護歩兵・破壊戦士と出会う。
妖神ゴブーリキと戦い、特攻の形で「闇」の中へと突入。その際、もとの記憶を取り戻して、本来の目的だった時代へと跳躍した。
（アルカナイカ星人が作り出した守護騎士だが、小説で見られる内容から見ても、初代ラムネスとミルク姫（初代）が出会う前にすでに守護騎士二体がアララ王国で復活している。これは守護騎士・守護歩兵・破壊戦士が、初代ラムネス落下よりはるか前に製造されたことを示しており、運命の女神オルガンもまた製造に関与していない。これは「運命の輪廻」が出来上がる前の最初の世界の過去で既に作られていた証でもある。そのため守護騎士は、ゴブーリキとは無関係に作られた存在である。妖神ゴブーリキが居なかった最初の歴史で、勇者サイダーがカフェオレ姫（初代）と結ばれたのかどうかなどは不明）。
4.過去のドキドキスペース（アブラーム誕生）
初代ラムネスが目的の時代に到着。しかしこの時、強大な「光」の力を持つラムネスが現われたことで「勇者ラムネスの定理」の逆定理が働いて、強大な「闇」の力を持つ大邪神アブラームが誕生してしまう。
（2代目ラムネスや3代目ラムネスも、もし悪を滅ぼした後にドキドキスペースに留まり続けていれば、同様に「光」の力に応じたぶんの「闇」が生まれてしまう。）
5.過去のドキドキスペース（アブラームとの戦い）
目的の過去へと到達して、オルガン・シンフォニーとボルト・ナットに再会。その後、初代ラムネスは命と引き換えに大邪神アブラームを封印（なお、ラムネスが自らの肉体にアブラームを封印するのは本編の直接の過去が初めてであり、それまでのループにおける封印方法は不明。この初代ラムネスが「ラムネスの剣」を持っていたのか、持っていたらどこで入手したのか、持っていなかったらどの時点でループに組み込まれたのかなども一切不明）。
ゴブーリキとの戦いから数年後から十数年後なため、この戦いには勇者サイダーも参加していた。
6.過去のドキドキスペース（アブラーム封印後）
いずれアブラームの封印が解ける日に備えてオルガン・シンフォニーは自身をデータ化、永遠の命を持ってアドバイザーロボットやドラム達や神霊騎士などを開発（ループ内での神霊騎士開発は、超未来から過去を調べたときに3体のロボット（3代目ラムネスが駆る神霊騎士）がアブラームと戦っている光景を見ていて、それを参考に開発している。カイゼルファイヤーが複座な理由も、単に参考にしたロボット（カイゼルファイヤー）が複座だったからというもの。最初の歴史における神霊騎士開発が、独自設計なのか、別の形で誰かが作った神霊騎士が存在していて参考にしたのか不明）。
ボルト・ナットはガオガオゾーンで将来アブラームと戦う子孫を残す。
7.現代のドキドキスペース（最初の歴史の3代目ラムネス）
3代目ラムネスは仲間の命を犠牲にする「ラムネスの剣」を使うことなく大邪神アブラームに敗北。
8.超未来のドキドキスペース
大邪神アブラームが出現。初代ラムネス誕生。
永遠のループがここから開始される。以下の記述の通りの5千年にわたる歴史が何度も繰り返された。

### キラキラ神霊界
『NG』の時のマジマジワールド（地球）
本編の25年前、10歳の馬場ラムネがドキドキスペースに召喚されて2代目の勇者ラムネスとなる。紆余曲折を経て、3年後にミルク（2代目）と共に地球で暮らすことになる。
2代目ラムネスが18歳の誕生日を迎える前日のマジマジワールド（地球）
18歳の誕生日を迎える直前に時を止めたオルガンによって未来の息子の危機を伝えられ、未来のドキドキスペースへと向かう。
3代目ラムネスを手助けして元の世界に帰還。やがて馬場ラムネードが誕生することになる。
『VS』の時のマジマジワールド（地球）
本編。『NG』の時代から25年後。ラムネとミルクの息子の馬場ラムネードが、ドキドキスペースに召喚されて3代目の勇者ラムネスとなる。
ラムネスの剣に命を捧げて死んだミト達やドラム達が人間として転生している（本編以外のそれまでのループでどうだったのかは不明）。
過去のキラキラ神霊界
超未来の地球において地球の文明が滅んでキラキラ神霊界と呼ばれるようになる。過去の地球とは時間の流れが少し違うものの、行き来可能。2代目ラムネスが書き残した初代・2代目・3代目のラムネスのことが書かれた書物の断片が発見されて、3人の勇者の話が混じった「ラムネス伝説」が出来上がる。またドキドキスペースとは時間の流れを異にせず通常に交流があり、ラムネス伝説もドキドキスペースに伝わる。
『VS』の時のキラキラ神霊界
本編。
本編の3代目ラムネスの勝利と、マジマジワールドへの帰還は地球の歴史にも影響を与え、それまでのループと違って文明が崩壊することはない、もう一つの超未来の地球というパラレルワールドが生まれる。これは続編『FRESH』で語られる。

### ドキドキスペース
過去のドキドキスペース
本編のドキドキスペースの5000年前。時空の狭間から落ちた初代ラムネスは記憶を失い、初代聖なる三姉妹のミルクに助けられる。初代ラムネスはキラキラ神霊界から伝わった伝説にある勇者ラムネスとして、三姉妹や勇者サイダーらと共に妖神ゴブーリキを討ち果たす。初代ミルクとは恋仲であったが、記憶を取り戻した初代ラムネスは使命を果たすためにミルクに別れを告げて数年から十数年後の時代へと移動する。
過去のドキドキスペース（アブラーム誕生）
ゴブーリキから戦った時代の数年から10数年後のドキドキスペース。大邪神アブラームが誕生する予定のこの時代にて、初代ラムネスはオルガン、ボルトと合流。しかし皮肉にも、妖神ゴブーリキが滅びて平和な世界に強大な光の力を持つ勇者ラムネスが居ることで「勇者ラムネスの定理」の逆定理が働いて、強大な闇の力を持つ存在として大邪神アブラームが誕生してしまう。この生まれたてのアブラームは未来のアブラームより力は劣るものの、それでも予測されていた生まれたての弱い力に比べて圧倒的な力を持っていた。オルガン、ボルト、勇者サイダー、初代ラムネスらの力を合わせてはアブラームを倒すのは無理であった。
初代ラムネスは仲間の命を奪うことで発動する「ラムネスの剣」の使用を拒み、剣をオルガンに預けて、その身の中にアブラームを封印して命を落とす。（封印に自らの肉体を使うのはループの中でも、これが最初で最後となった。それまでのループでの封印方法は謎。）。初代ラムネスの魂は2つに分裂して、2代目と3代目に受け継がれることになる。
残されたボルトは、いずれ出現するであろう勇者ラムネスの仲間となる子孫を残すために旅立ち、ガオガオゾーンでミト達の先祖となる。
残されたオルガンは、アンアンゾーンに研究所を作りコンピュータと融合。分身であるドラム・チェロ・トランペットを作る。また未来から過去に渡る前に過去を調べたときに見た、大邪神アブラームと戦っていたロボット3体を模して、3体の神霊騎士を作る研究を始める（アブラームと戦っていたのは3代目ラムネス達であり、彼らが乗る神霊騎士はやがてオルガンがいずれ自分で作るものを見て、それを模して作ったものである）。アドバイザー・ロボットの一族も作り出し、そして3代目ラムネスとその仲間が神霊騎士を得るように布石も残す。
『NG』の時のドキドキスペース
本編のドキドキスペースの5年前。妖神ゴブーリキが復活。それに対する存在が地球に馬場ラムネとして生まれ、オルガンによってドキドキスペースに2代目ラムネスとして召喚される。2代目のラムネスとミルクは、前世で果たされなかった想いを果たす。またそのミルクへの想いは初代ラムネスへと受け継がれることになる。
『VS』の時のドキドキスペース
本編。地球とは時間の流れが違い、『NG』の5年後。
本編以前のループでは、3代目ラムネスが「ラムネスの剣」を使うことなく戦って敗れ、大邪神アブラームが滅びることなく、やがて再び力を取り戻して世界を滅ぼすことになる。
時空の狭間
意識のみが未来に向かって飛ばされた3代目ラムネスは、過去に向かう3人とすれ違っている。
過去に向かう初代ラムネスは追っ手であるアブラームの分身（妖神ゴブーリキ）に跳ね飛ばされて仲間2人からはぐれ、アブラーム誕生以前の数年から十数年前の時代に落ちてしまう。
超未来のドキドキスペース
大邪神アブラームの出現によって世界は滅亡。強大な闇の力があれば、世界の意思によってそれに対抗する強大な光の力を持つ存在が誕生するという「勇者ラムネスの定理」が働いて初代の勇者ラムネスが生まれる。しかしアブラームの力は強大で、ラムネスと仲間はアブラーム誕生の時間へと渡って、力の弱いアブラームを倒すことで歴史を変えようとする。この時、初代ラムネスはある女性（既に実体を失ってコンピュータと融合しているオルガン）から「ラムネスの剣」を渡される。この「ラムネスの剣」は本編とは異なる歴史で3代目ラムネスに託されたが使用されなかったもの。大邪神アブラームは過去の自分を倒させないために、分身である妖神ゴブーリキを過去に送り込む。
初代ラムネスが去った後のドキドキスペース
アイアンゾーンの地下の研究所でオルガンは神霊騎士を完成させる。また初代ラムネスの時空を越える能力を解明して、神霊騎士を過去から召喚可能にする時空ゲートを作り上げる。そして意識のみ飛ばされてきた3代目ラムネスに、初代ラムネスから預かっていた「ラムネスの剣」を託して召喚可能なようにすると共に、歴史の真実を告げる。やがてアブラームによって研究所も崩壊して、オルガンは消滅する。
本編で3代目ラムネスが大邪神アブラームを滅ぼしたことによって、これらのループは途切れて、別の未来を歩むこととなる。

### 物語の舞台
マジマジワールド
地球。時間の流れ方が違っており地球での20年はドキドキスペースでは5年しか経過しない。
キラキラ神霊界
神霊騎士の伝説を伝えている、巫女や神官のいるワールド。現在の人類文明が滅び去った後の超未来の地球でもある。ドキドキスペースと行き来可能。
次元城
ドン・ジェノサイの城。ハラハラゾーンにあるアララ王国の上に留まっている。
負の防壁が張られていて、神霊騎士以外が侵入するのは困難。
コミック版ではダ・サイダーがクィーン・サイダロンで無理矢理負の防壁を突破するが、神霊の力を宿していない、守護騎士であるクィーン・サイダロンは突破で激しくダメージを受けている。
ドキドキスペース
本来は小さなワールドが無数に存在していたが、アブラームが引き起こした大時空震によっていくつかのワールドが集まってゾーンになり、以前とは全く異なる未知の世界と化している。様々なゾーンで構成され、ゾーン間は計40個存在する「おったまゲート」によって繋がっている。
コミック版では、アブラームが大時空震で各ゾーンの繋がりを変えて支配しやすく並べた。
ハジハジゾーン
大時空震によって世界の果てとなったゾーン。温泉におったまゲートがあるが間欠泉になっていたので、別のゲートを通ることになった。
ガオガオゾーン
森が広がり、ボルトの子孫であるミトたち獣人が住んでいる。
アンアンゾーン
氷の世界。地下にはオルガンの研究所がある。
ハラハラゾーン
アララ王国がある。もともとアララ王国があったのはハラハラワールド。
アツアツゾーン
コミック版でのみ登場。無人島があり、カカオと3代目ラムネスが流れ着いた。島にある砂漠には初代ラムネスが乗ってきた箱舟が残されている。
ガチガチゾーン
コミック版でのみ登場。堅固な鉄壁の守りを誇るが、アブラーム軍の侵攻についに陥落した。
ウリウリゾーン
コミック版でのみ登場。まだアブラーム軍の占領下になかったゾーン。街は「漆黒の勇者」となったラムネスによって一瞬で跡形もなく吹き飛ばされた。

VSフィールド（バーサスフィールド）
大邪神アブラームの己を守る8枚の翼によって作り出された仮想空間。

### コミック版
コミック版では、歴史も様々な点が異なっている。以下は時代順ではなく、因果関係の順。
前のループ
超未来のドキドキスペース
アブラーム誕生。ラムネスの力が覚醒。初代ラムネス、オルガン、ボルトの3人は仲間になる。アブラームに挑んで敗北。箱舟をつくって過去へ移動する。
超時空間
「もうひとつのアブラーム」妖神ゴブーリキに初代ラムネスが飛ばされる。
ドキドキスペース
アブラームが封印されて数千年後の平和な時代。初代ラムネスはゴブーリキを倒して超時空間に飛ばされる。
超時空間
オルガンに約束した通り、初代ラムネスが箱舟に戻る。
ドキドキスペース
箱舟が本編の5000年前のアツアツゾーンに到達。アブラーム誕生。アブラーム封印。
『NG』のマジマジワールド
2代目ラムネスがドキドキスペースに召喚。
『NG』のドキドキスペース（ゴブーリキ戦役）
妖神ゴブーリキが復活。2代目ラムネスたちが倒す。
『VS』のマジマジワールド（19XX年）
3代目ラムネスがドキドキスペースに召喚。
『NG』から十数年後のマジマジワールド
2代目ラムネスとミルクがドキドキスペースに召喚。
『VS』のドキドキスペース
3代目ラムネスが敗北。
『NG』から十数年後のマジマジワールド
2代目ラムネスとミルクが地球に帰還。
前のループのマジマジワールド（19XX年）
3代目ラムネス召喚されてしばらく後に大邪神アブラーム出現。
超未来のドキドキスペース
地球が滅んでから数百年後に初代ラムネス誕生。アブラーム誕生。

『VS』のドキドキスペース
コミック本編。3代目ラムネスが勝利。閉じた時空（ロジックリング）を断ち切る。
『VS』のマジマジワールド
帰還。仲間の生まれ変わりである友人たちとの「再会」。
『VS』ラストのドキドキスペース
「光」の力も「闇」の力もない「無」の暗闇に包まれた世界に「光」を与える。

## スタッフ
- コミカライズ - 吉崎観音（角川書店『月刊少年エース』連載）
- 企画 - 佐藤俊彦
- 総監督 - ねぎしひろし
- 原作 - 葦プロ企画室
- 原案・シリーズ構成 - あかほりさとる
- シリーズ構成補 - あみやまさはる
- 文芸設定 - 荒川雅信
- 脚本協力 - ぶらざあのっぽ
- チーフディレクター - 藤本義孝
- キャラクターデザイン - ことぶきつかさ
- アニメーションキャラクターデザイン - 黒田和也（ゼロ・ジー・ルーム）
- キャラクターデザインワークス - 岸本誠司
- メインメカニックデザイン - 佐山善則
- メカニックデザインワークス - 小川浩
- メインメカニックアニメーター - 伊藤浩二
- 色彩設計 - 中野倫明
- 美術監督 - 小山俊久
- 撮影監督 - 杉浦充
- 編集 - 田熊純
- 音響監督 - 田中英行
- 音楽 - オダワラアキラ、西沢明、光宗信吉（8話‐）
- 音楽プロデューサー - 尾関祐司（ギャビーオフィス）
- 音楽制作 - スターチャイルド（Distrbuted by KING RECOREDS）
- 音楽協力 - テレビ東京ミュージック
- 製作担当 - 山東学
- 設定制作 - 畠山茂樹
- プロデューサー - 小林教子（テレビ東京）、山崎立士（ASATSU）、酒井あきよし（葦プロダクション）
- 製作 - テレビ東京、ASATSU、葦プロダクション

## 主題歌
- オープニング「未来形アイドル」（作詞：原山佳奈子、作曲：名古屋司、編曲：かつと&ぺーすと、歌：宮村優子、氷上恭子）

タイトル名の正式な読み方は「みらいがたアイドル」。「みらいけいアイドル」は誤りだが、カラオケ機種DAMに登録されているルビなど「みらい“けい”アイドル」と記載されている場合がある。また、「未来型アイドル」も誤表記。
テレビサイズ版ではイントロにパフェとカカオの台詞が入る（CD用フルサイズ版には入っていない、およびCD版ではTV版と曲のBPMが異なる）。
- エンディング「勇気の引力」 （作詞：松浦有希、作曲：松浦有希、吉田潔、編曲：松浦有希、吉田潔、歌：Liaison）

最終回ではこのED曲は使用されず、帰宅したラムネードを両親が迎えるシーンとともにクレジットが表示される。
- 挿入歌（最終回）「もう一度逢いたい」（作詞：松葉美保、作曲・編曲：添田啓二、歌：松村かすみ）

## サブタイトル
| 話 | 放送日        | サブタイトル                 | 脚本           | コンテ       | 演出     | 作画監督          |
| -- | ------------- | ---------------------------- | -------------- | ------------ | -------- | ----------------- |
| 1  | 1996年 4月3日 | 勇者ふたたび!!               | あかほりさとる | ねぎしひろし | 山本裕介 | 斎藤恒徳          |
| 2  | 4月10日       | 伝説の勇者現る               | あかほりさとる | 藤本義孝     | 藤本義孝 | 岸本誠司          |
| 3  | 4月17日       | ギモン!!勇者の条件           | あみやまさはる | 錦織博       | 錦織博   | 嶋津郁雄          |
| 4  | 4月24日       | 幻惑のゲート                 | 長谷川勝己     | 藤本義孝     | 清水明   | 平岡正幸          |
| 5  | 5月1日        | キケンな勇者鍋               | 植竹須美男     | 勝亦祥視     | 勝亦祥視 | 片桐徹            |
| 6  | 5月8日        | ハラペコ王子様               | 植竹須美男     | 高田淳       | 高田淳   | 牧孝雄            |
| 7  | 5月15日       | 神霊騎士激突!?               | 植竹須美男     | 藤本義孝     | 小林哲也 | 佐藤修            |
| 8  | 5月22日       | 氷の伝説                     | あみやまさはる | 山本裕介     | 山本裕介 | 黒田和也 斎藤恒徳 |
| 9  | 5月29日       | 時を越えた恋!!               | 長谷川勝己     | 錦織博       | 錦織博   | 嶋津郁雄          |
| 10 | 6月5日        | 愛のメモリー                 | 長谷川勝己     | 藤本義孝     | 藤本義孝 | 岸本誠司          |
| 11 | 6月12日       | とまどいの勇者               | 植竹須美男     | 勝亦祥視     | 勝亦祥視 | 江上夏樹          |
| 12 | 6月19日       | 決戦、次元城!!               | あかほりさとる | 藤本義孝     | 清水明   | 平岡正幸          |
| 13 | 6月26日       | 敵の名はブラックラムネス!!   | あかほりさとる | 藤本義孝     | 小林哲也 | 佐藤修            |
| 14 | 7月3日        | VS（バーサス）フィールドへ!! | あかほりさとる | 藤本義孝     | 藤本義孝 | 岸本誠司          |
| 15 | 7月10日       | ストーンパニック             | 岸間信明       | 高田淳       | 高田淳   | 牧孝雄            |
| 16 | 7月17日       | あばかれた悪夢               | 植竹須美男     | 勝亦祥視     | 勝亦祥視 | 江上夏樹          |
| 17 | 7月24日       | 対決、勇者スゴロク!?         | あみやまさはる | 石堂宏之     | 石堂宏之 | 嶋津郁雄          |
| 18 | 7月31日       | わたしは誰（だあれ）!?       | 長谷川勝己     | 藤本義孝     | 清水明   | 平岡正幸          |
| 19 | 8月7日        | 勇者様は3歳児!?              | 岸間信明       | 小林哲也     | 小林哲也 | 佐藤修            |
| 20 | 8月14日       | カカオの涙                   | 久保田雅史     | 畠山茂樹     | 藤本義孝 | 岸本誠司          |
| 21 | 8月21日       | ときめきのパフェ             | あみやまさはる | 錦織博       | 吉田義樹 | 細井信宏          |
| 22 | 8月28日       | 幻の少女                     | 長谷川勝己     | 藤本義孝     | 織田美浩 | 牧孝雄            |
| 23 | 9月4日        | 遥かなる誓い                 | 植竹須美男     | 藤本義孝     | 藤本義孝 | 堀内修            |
| 24 | 9月11日       | ダンディ特攻!!               | あかほりさとる | 藤本義孝     | 小林哲也 | 佐藤修            |
| 25 | 9月18日       | 愛と悲しみと友情と           | あかほりさとる | 藤本義孝     | 織田美浩 | 牧孝雄            |
| 26 | 9月25日       | 伝説の終焉                   | あかほりさとる | 藤本義孝     | 藤本義孝 | 岸本誠司          |

## VS騎士ラムネ&40FRESH
『VS騎士ラムネ&40FRESH』（バーサスナイト ラムネアンドフォーティーフレッシュ）は、1997年に続編として作成されたOVAシリーズ。監督は藤本義孝。
前作『炎』で活躍したパフェとカカオが主人公。OVAのためTV版よりも肌の露出度が高くなっているものの、キャラクターデザインの交代でキャラクターの顔も大きく変更されている。また、TV版での時間軸の設定を理解していないと少々わかりづらい内容となっている。
なお、『NG』および前作で主人公役を演じた草尾毅は、本作では悪役・偽ラムネスこと「ラムファード・オリシス」や物語のキーパーソンとなる「伝説の騎士」を演じている。
11月のVol.6発売後、さらに続編となるOVAシリーズ『VS騎士ラムネ&40FRESH LEMON』（バーサスナイト ラムネアンドフォーティーフレッシュレモン）の発売が計画されていたが、実際には製作未定の偽予告となっており、結果的に本作がラムネ&40シリーズ最後の作品なった。

### ストーリー
3代目勇者ラムネス（馬場ラムネード）の活躍でキラキラ神霊界に平和が訪れて、3年の月日が流れた。大神官の片腕としてカカオは大神殿で聖なる巫女の修行にさらなる磨きをかける一方、パフェは切羽つまらないと力を発動させることができないので、キラキラ神霊界のドサ回り（修行の旅）に出ていた。ある日、大神官から大神殿へ戻れとの知らせを聞き、ついに巫女になれると気持ちを高ぶるパフェ。カカオとも再会を果たす中、大神官の口から出たのは「4代目勇者ラムネスを探せ!」との言葉。3代目ラムネスとの恋に破れていた二人は、4代目勇者との新たなラブロマンスに淡い夢を抱いていた。そこへ迫り来る、新たなる侵略者の影。波乱に満ちた、パフェとカカオの4代目勇者をめぐる冒険の旅が始まる。

### FRESHでの登場人物
パフェ
声 - 宮村優子
年齢：18歳 / 身長：165cm / 体重：カカオより重い / 血液型：AB型 / サイズ：B83W56H84 / 趣味：貯金、食べること、寝ること / 特技：拳法（自己流） / 好きな食べ物：フルーツパフェ、いちご大福 / 将来の夢：お嫁さん
キラキラ神霊界の聖なる巫女。髪型はショートとなっている。
「聖なる巫女」になるため、修行していた後に大神殿で法衣（手足を隠す長いマント）姿のカカオと再会した。後に大神官の命でカカオと共に4代目勇者を探す旅に出て、A-26SXを操縦する。
クライマックスではラムファードによって復活させた伝説の騎士の暴走を止めるため、カカオやレモンと共にラムネスの未来のために力を貸す。
カカオ
声 - 氷上恭子
キラキラ神霊界の聖なる巫女。髪型もロングヘアーとなり、前髪も上げるようになる。
パフェと再会の後に大神官の命でパフェと共に4代目勇者を探す旅に出る。イタコダウジングはヴァージョン2となったことで、より過激になった。
PQ
声 - こおろぎさとみ
TV版から引き続いて登場のキラキラ神霊界の巫女達+アドバイザーロボット。大神官の命により4代目勇者を救うために再び旅立ったが、召喚された先でラムネスと巡りあうも侵略者のボスであったため、偶然保護したレモンと共に逃亡し偶然奪ったA-26SXに乗って惑星Tに向かうことになる。
ラムファード・オリシス
声 - 草尾毅
4代目ラムネスを名乗るギガゲノスの象徴。任務に失敗した部下には容赦ない制裁を加えるほど冷徹な男。
実は偽者であり、ドン・ウォッカーの傀儡であったが、ドン・ウォッカーを裏切る。
惑星Tに眠っていた伝説の騎士を復活させ世界を滅ぼそうとするが、コントロールルームの中で電撃でダメージを受け、エレクトーンに彼の過去のことを話したのを最後に息を引き取る。
レモン
声 - 矢島晶子
4代目ラムネスを名乗るラムファードに捕らえられていた少女。パフェとカカオに助けられ、成り行き状共に惑星Tに降り立ち、A-26SXのコンテナに一緒に生活することとなった。初恋相手は同性のパフェであり、パフェの精神世界では彼女に口付けした。
その実の姿は勇者ラムネスの魂の血統を受け継ぐ4代目勇者「馬場レモネード」であり、3代目勇者である馬場ラムネードとドラムの生まれ変わりである夢の子孫だった。ラムファードとエレクトーンの死後、なおも世界を破滅させようとする伝説の騎士に悲しむパフェとカカオの前に現れたことで初めてその存在を名乗り、暴走を鎮めるきっかけを作った。
エレクトーン
声 - 今井由香
ラムファードに幼い頃から仕えているアンドロイドで、ドラムのデータを移植された勇者の使徒のレプリカ。死亡したラムファードを抱き身体に伝説の騎士のコントロールルームに直結することで、彼を否定した宇宙の破滅を望んだ。常にラムファードに想いを寄せており、涙を流しながらパフェ達と壮絶な戦いを繰り広げた末に力尽き、ドラムと共に深い眠りについた。
ドン・ウォッカー
声 - 小杉十郎太
ギガゲノスの総帥。最終戦争でアメリアという大切な人を失った悲しみから、その生き字引で身体を機械化して生き延びてきた。最終的にラムファードとエレクトーンの裏切りによって殺される。
カクテル
声 - 高乃麗
ビッグゲノシップの女性艦長。
リキュール
声 - かないみか
アーマードビークルの開発・管理を任されている、眼鏡をかけた女性技術者。パフェ達の手により、A-26SXを奪取され、ラムファードに制裁される。その後も名誉挽回のために動いていた。
テキーラ
声 - 岡本麻弥
ギガゲノスのエースパイロット。プライドの高い女戦士。剣を武器とする。
クー、スー
声 - 川上とも子、高野直子
ギガゲノスのエースパイロット。瓜二つの外見であるが、それぞれ髪を右、左に結んでいる。語尾に「〜ある」「〜ね」と付くことが多い。
ドラム
声 - 今井由香
かつて3代目勇者ラムネスと一緒に戦ったアンドロイド。半壊の状態で時空の狭間で漂っていたのをギガゲノスに回収される。自我は失われており、ラムファードの自室のオブジェになっている。ラムファードとエレクトーンの死により、自らも動きを停止した。

### FRESHでの登場メカ
A-26SX
ギガゲノスの最新アーマードビーグル。だがパフェ達が偶然乗り込んでしまい、以後彼女達の住居がわりに使うことになる。装備は、スペースパックに装備されている多連ミサイルポッドに、ビームサーベル、長距離ビームキャノン。聖なる巫女の力により通常より遥かに強力な能力を発揮、巫女の力で大気圏突破も可能なバリアを張ることも出来る。
走行程度の簡単な動作はサブブロックの操縦パネルで操作ができるが、本格的な操縦はメインコクピットで行われる。メインコクピットは全周囲スクリーンとショックを吸収するウォータークッションが満たされた透明な半球体状のシートがあり、パフェが全裸で操縦する。
伝説の騎士
声 - 草尾毅
惑星Tに眠っていた勇者の騎士で、宇宙を永遠の無に還すか宇宙を新たに再生する力を持つ。勇者ラムネスの力をもって覚醒するが、勇者でないものが操縦しようとすると暴走し、勇者無き伝説の騎士の覚醒は世界を破滅へと導く。コントロールルームが存在するが、エレクトーンはラムファードを勇者と認めない宇宙に対する憎しみから身体に直結することにより操った。エレクトーンの死後、暴走を止めようとするパフェとカカオを追ってきた4代目勇者（レモン）が来たことで自我を取り戻した。
ビッグゲノシップ
ギガゲノスの誇る巨大宇宙戦艦。宇宙から一発で複数の街を殲滅できる程の威力を持つビームキャノンを装備する。

### FRESHでの用語
アーマードビーグル
ギガゲノスの使う戦闘ロボ。宇宙戦、地上戦、水中戦と用途に応じてオプションパックを換装する。コクピットは全体にウォータークッションが満たされておりパイロットはウェットスーツにヘルメットを装着して操縦する。
ギガゲノス
4代目ラムネスを名乗るラムファードが率いるビッグゲノシップに乗り宇宙を放浪する民。彼らは最終戦争に生き残った地球人であり、本当の勇者を見つけるため近隣の惑星を襲っては子供を拉致している。
惑星T（ティ）
ギガゲノスが伝説の地と呼んでいる惑星で、高度な文明があったらしいがビッグゲノシップのビームキャノンにより主要都市は壊滅してしまう。この星はキラキラ神霊界とは別の最終戦争が起こらなかった未来の地球であり、遺跡には伝説の騎士が眠っている。

### スタッフ
- 企画 - 佐藤俊彦
- 原作 - 葦プロ企画室
- 監督 - ふじもとよしたか
- 脚本 - 長谷川勝己
- キャラクターデザイン - 堀内修
- メインメカニックデザイン - 佐山善則
- メカニックデザイン - 小川浩
- アニメーションメカニックデザイン - きしもとせいじ
- 色彩設計 - 浅井聡子
- 美術監督 - 本田修
- 撮影監督 - 小西一廣
- 編集 - 田熊純
- 音響監督 - 田中英行
- 音楽 - 今泉洋
- 音楽制作 - スターチャイルド（Distrbuted by KING RECOREDS）
- プロデューサー - 加藤博
- 製作 - 葦プロダクション

### 主題歌
オープニングテーマ『ミラクル・ボディに御用心!』
作詞：原山佳奈子 作曲：名古屋司 編曲：名古屋司 歌：川菜翠、貝田由里子
エンディングテーマ1『鮮度が決め手!』 （第1話〜第3話）
作詞：中沢ふみえ 作曲・編曲：名古屋司 歌：川菜翠、貝田由里子
エンディングテーマ2『星降る夜のモノローグ』（第4話〜第6話）
作詞：原山佳奈子 作曲・編曲：西沢明 歌：川菜翠

### サブタイトル
| 話数  | サブタイトル     | 演出             | 作画監督      | メカニック 作画監督 | 総作画監督 | 発売日         |
| ----- | ---------------- | ---------------- | ------------- | ------------------- | ---------- | -------------- |
| Vol.1 | Go on a Trip!    | 織田美浩         | 佐藤修        | 岸本誠司            | 堀内修     | 1997年 5月21日 |
| Vol.2 | Past and Present | ふじもとよしたか | 牧孝雄        | 神戸一郎            | 堀内修     | 6月21日        |
| Vol.3 | Broken Heart     | 織田美浩         | 二瓶勇一      | 神戸一郎            | 堀内修     | 7月24日        |
| Vol.4 | True Destination | ふじもとよしたか | 牧孝雄 堀内修 | 神戸一郎            | -          | 8月21日        |
| Vol.5 | the Other World  | 織田美浩         | 二瓶勇一      | 神戸一郎            | 堀内修     | 10月22日       |
| Vol.6 | Endless Legend   | ふじもとよしたか | 二瓶勇一      | 神戸一郎            | 堀内修     | 11月21日       |

## 関連商品
- アニメ
  - VHS 「VS騎士ラムネ&40炎」 全7巻 （キングレコード）
  - DVD 「VS騎士ラムネ&40炎」 全7巻 （キングレコード）
  - VHS 「VS騎士ラムネ&40FRESH」 全6巻 （キングレコード）
- 書籍
  - フィルムブック 「VS騎士ラムネ&40炎 フィルムブック」 全5巻 （ニュータイプフィルムブック（角川書店）
巻末には吉崎観音による数ページの漫画「MEDIA REMIX! MC(MINES COMIC)」が掲載。
  - コミック 「VS騎士ラムネ&40炎」 全5巻 （漫画：吉崎観音、原案構成：あかほりさとる / 角川コミックス・エース（角川書店））
  - TRPG 「VS騎士ラムネ&40炎RPG 友情の証」（著：池原圭 / コンプコレクションスペシャル（角川書店） / 発売：1996年12月31日）
  - 小説 「VS騎士ラムネ&40炎 1」 （文：あかほりさとる、画：ことぶきつかさ / ニュータイプノベルズ（角川書店） / 発売：1996年7月20日）/「VS騎士ラムネ&40FRESH 上」（文：長谷川勝己、画：堀内修 / ニュータイプノベルズ（角川書店） / 発売：1998年4月1日）
いずれも1巻のみで未完（中断）。
  - アニメムック 「白夜ムック19 VS騎士ラムネ&40炎 熱血勇者の書」 （白夜ムック（白夜書房） / 発売：1996年9月26日）
「炎」の記事は前半までで前作ラムネ&40の記事が残り半分を占める。
  - シリーズファンブック｢ラムネ＆40シリーズ メモリアルブック 猛烈熱血大全｣（新紀元社 / 発売：2010年9月18日）
前作ラムネ&40の比重が多いが、｢炎｣に加え｢FRESH｣も収録。
  - カセットブック 「Aカセットコレクション55 VS騎士ラムネ&40炎 トキメキトライアル 熱血先生のハートを狙え!!」 （アニメイトカセットコレクション（ムービック） / 発売：1996年11月1日）
カセットテープだが書籍流通。内容は声優陣によるカセットドラマ。
- シングルCD
  - 「未来形アイドル」 （キングレコード / 発売：1996年5月22日）
  - 「勇気の引力」 （キングレコード / 発売：1996年5月22日）
  - 「未来形アイドル/勇気の引力」 （キングレコード / 発売：1996年5月22日）
- CDアルバム
BGMやヴォーカル曲のほか、CDドラマを収録。
  - 「超天然♥未来形アルバム」 （キングレコード / 発売：1996年7月24日）
  - 「超天然♥未来形アルバム2」 （キングレコード / 発売：1996年9月21日）
  - 「超天然♥未来形アルバム3」 （キングレコード / 発売：1996年12月5日）
  - 「VS騎士ラムネ & 40 FRESH Original Soundtrack -Fresh Fresh Fresh-」(発売：1997/12/16)
- ゲーム
  - Another Century's Episode Portable
本作品からカイゼルファイヤーが登場。
  - スーパーロボット大戦X-Ω
iOS / Android用アプリゲーム。2020年2月より追加登場。